# Сіті Граунд
«Сіті Граунд» (англ. The City Ground) — футбольний стадіон у Вест-Бриджфорді, Англія, домашня арена клубу «Ноттінгем Форест». Розташовується на березі річки Трент, вміщує 30 445 глядачів.
Стадіон побудований та відкритий 1898 року. У 1965 та 1992 роках реконструйований. 1996 року здійснено капітальну реконструкцію арени.
Арена приймала матчі в рамках Чемпіонату Європи з футболу 1996 року.
Стадіон розміщується лише в 270 метрах від Медоу Лейн, домашнього стадіону сусіднього клубу «Ноттс Каунті».

## Євро-1996
Наступні ігри були зіграні на Сіті Граунд під час групового турніру фінальної стадії Чемпіонату Європи з футболу 1996.
| Дата           |            | Рахунок |            | Раунд   |
| -------------- | ---------- | ------- | ---------- | ------- |
| 11 червня 1996 | Туреччина  | 0:1     | Хорватія   | Група D |
| 14 червня 1996 | Португалія | 1:0     | Туреччина  | Група D |
| 19 червня 1996 | Хорватія   | 0:3     | Португалія | Група D |